# (10921) Romanozen
(10921) Romanozen est un astéroïde de la ceinture principale.

## Description
(10921) Romanozen est un astéroïde de la ceinture principale. Il fut découvert le 17 janvier 1998 à Dossobuono par l'observatoire Madonna di Dossobuono. Il présente une orbite caractérisée par un demi-grand axe de 2,25 UA, une excentricité de 0,16 et une inclinaison de 4,8° par rapport à l'écliptique.

## Compléments